# Lockheed XC-35
El Lockheed XC-35 fue un avión presurizado experimental bimotor. Fue el segundo avión estadounidense en presentar la presurización de cabina. Fue descrita inicialmente como una “cabina sobrealimentada” por el Ejército. La distinción de ser el primer avión presurizado del mundo recae en el muy modificado Engineering Division USD-9A, que voló en los Estados Unidos en 1921. El XC-35 era un desarrollo del Lockheed Model 10 Electra, diseñado para cubrir una solicitud de 1935 del Cuerpo Aéreo del Ejército de los Estados Unidos por un avión con cabina presurizada.

## Diseño y desarrollo

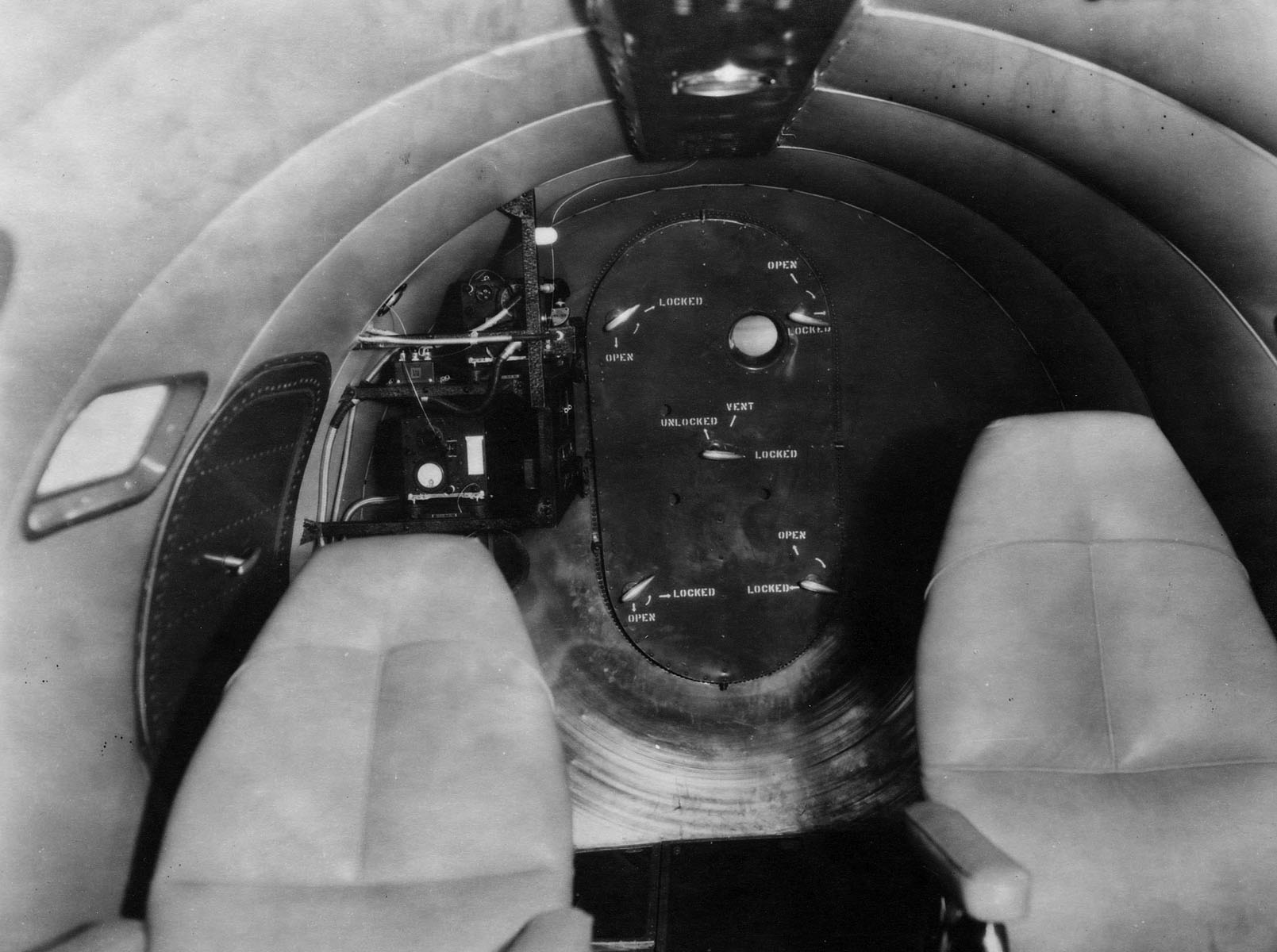
Vista del mamparo trasero.

El Cuerpo Aéreo de los Estados Unidos quería que el avión realizara investigaciones a gran altitud y que probara la fiabilidad de las cabinas presurizadas. El Cuerpo firmó un contrato con la Lockheed Aircraft Corporation para producir el avión con un coste total de 112 197 dólares. Los requerimientos solicitaban un avión capaz de volar a no menos de 7620 metros (25 000 pies) y tener una permanencia en vuelo de 10 horas con al menos 2 horas por encima de dicha altitud. Los comandantes Carl Greene y John Younger, expertos ambos en estructuras que trabajaban para la División de Ingeniería del Cuerpo Aéreo en Wright Field, Ohio, fueron responsables del diseño de la estructura de la cabina presurizada. Greene y Younger trabajaron con Lockheed  para modificar un Model 10 Electra con un nuevo fuselaje que consistía en una sección circular capaz de soportar hasta un diferencial de 10 psi. Se usaron nuevas y más pequeñas ventanas para prevenir una posible explosión mientras se operase con grandes diferenciales de presión. La presurización de la cabina era proporcionada por aire sangrado de los turbosobrealimentadores de los motores, la salida del compresor alimentaba la cabina y era controlada por el ingeniero de vuelo. Este sistema era capaz de mantener una altitud de cabina de 3658 metros (12 000 pies) aun volando a 9144 metros (30 000 pies). El fuselaje fue dividido en dos compartimentos, un compartimento delantero presurizado, y uno trasero sin presurizar. El compartimento delantero alojaba a dos pilotos, un ingeniero de vuelo, y hasta dos pasajeros. El compartimento trasero proporcionaba acomodación para un pasajero y podía ser usado solo a baja altitud ya que no disponía de presurización.
El XC-35 estaba equipado con dos motores Pratt & Whitney XR-1340-43 de 410 kW (550 hp), en lugar de los dos Pratt & Whitney R-985-13 de 336 kW (450 hp) que equipaban al Model 10 Electra básico. Los motores presentaban un turbosobrealimentador para permitirles operar en el tenue aire a gran altitud. 

## Historia operacional

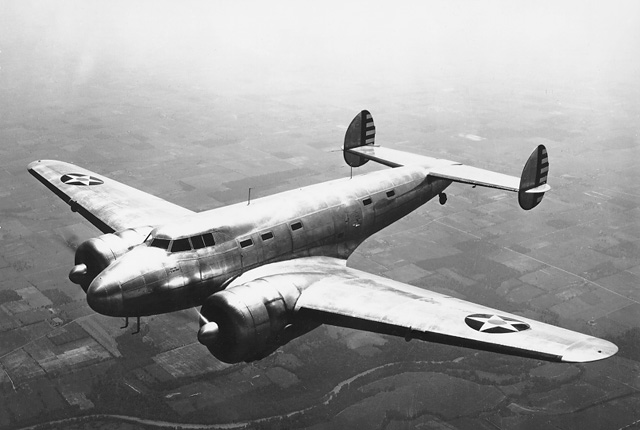
El XC-35 en vuelo.

El XC-35 fue entregado en Wright Field, Ohio, en mayo de 1937, y realizó su primer vuelo el 5 de agosto, estando envuelto en un extenso programa de vuelos de pruebas por el que el Cuerpo Aéreo del Ejército fue recompensado con el Trofeo Collier. Las lecciones aprendidas del XC-35 jugaron un papel decisivo en el desarrollo del Boeing 307 Stratoliner y del B-29 Superfortress, que fue el primer avión presurizado producido en masa.
El Cuerpo Aéreo tenía tanta confianza en la nueva tecnología, que permitió que el XC-35 fuera usado como transporte ejecutivo por Louis A. Johnson, Subsecretario de Guerra y futuro Secretario de Defensa.
En 1943, el piloto del NACA Herbert H. Hoover voló el XC-35 en medio de tormentas eléctricas para recoger datos de los efectos de la climatología adversa sobre los aviones en vuelo.
El XC-35 fue donado al Museo Nacional del Aire y del Espacio del Instituto Smithsoniano en 1948, y permanece allí en almacenaje de larga duración.

## Operadores
Estados Unidos
- Cuerpo Aéreo del Ejército de los Estados Unidos

## Especificaciones

### Características generales
- Tripulación: Tres
- Capacidad: Tres pasajeros
- Longitud: 11,8 m (38,7 ft)
- Envergadura: 16,8 m (55,1 ft)
- Altura: 3,1 m (10,2 ft)
- Superficie alar: 42,6 m² (458,6 ft²)
- Peso vacío: 3602 kg (7938,8 lb)
- Peso cargado: 4760 kg (10 491 lb)
- Planta motriz: 2× motor radial de nueve cilindros en una fila refrigerado por aire Pratt & Whitney R-1340-43.
  - Potencia: 410 kW (565 HP; 558 CV) cada uno.
- Hélices: Bipala de paso variable

### Rendimiento
- Velocidad máxima operativa (Vno): 380 km/h (236 MPH; 205 kt) a 6096 m (20 000 pies)
- Velocidad crucero (Vc): 344,4 km/h (214 MPH; 186 kt)
- Alcance: 1285 km (694 nmi; 798 mi)
- Techo de vuelo: 9600 m (31 496 ft)
- Régimen de ascenso: 5,7 m/s (1122 ft/min)
- Carga alar: 111,7 kg/m² (22,9 lb/ft²)

## Aeronaves relacionadas

### Desarrollos relacionados
- Lockheed Model 10 Electra

### Secuencias de designación
- Secuencia C-_ (Aviones de Carga del USAAC/USAAF/USAF, 1924-1962): ← C-32 - C-33 - C-34 - C-35 - C-36 - C-37 - C-38 →